# Siphonorhis brewsteri
El chotacabras torico (Siphonorhis brewsteri) es una especie de ave caprimulgiforme de la familia Caprimulgidae endémica de la isla de La Española. Su hábitat natural son los bosques tropicales isleños. Hay muy poca información sobre esta ave, y solo ha sido descrita en 1917.